# Psohlavci (opera)
Psohlavci je opera o třech jednáních českého skladatele Karla Kovařovice. Libreto k ní napsal Karel Šípek na námět stejnojmenného románu Aloise Jiráska. Opera byla napsána v letech 1896–97 a premiéru měla 24. dubna 1898 v pražském Národním divadle.

## Vznik opery

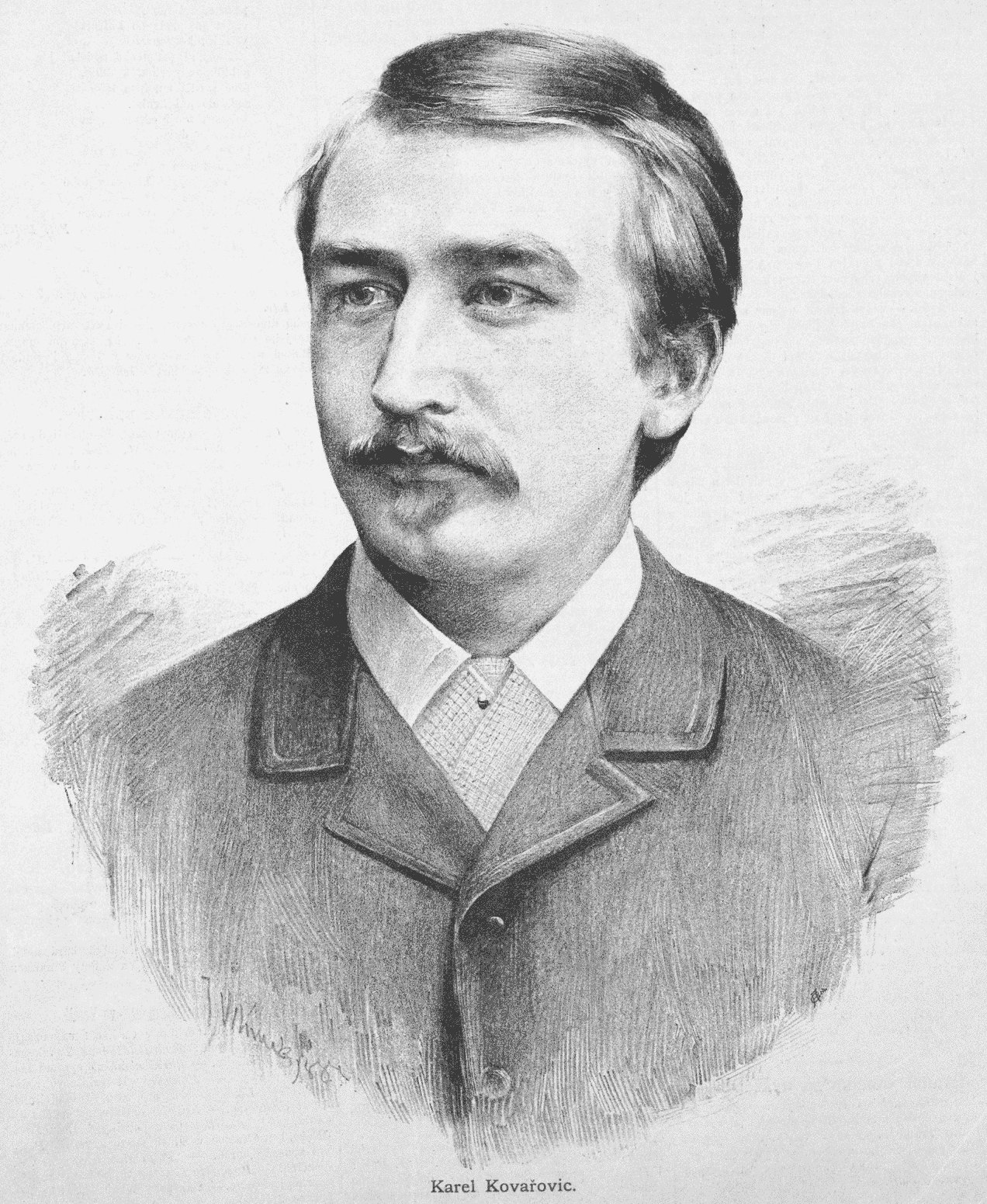
Karel Kovařovic. Kresba Jana Vilímka

Karel Kovařovic byl v polovině 90. let 19. století znám jako velmi plodný, ale ne příliš původní skladatel lehčí hudby, jako autor tří nepříliš úspěšných komických oper francouzského stylu (Ženichové, Cesta oknem, Noc Šimona a Judy), baletů, operet, scénické hudby a příležitostných skladeb. Obrat k vážné vlastenecké látce svědčí o jeho změněných uměleckých ambicích. Libreto mu poskytl Karel Šípek, jehož inspirovala památka na 200. výročí plzeňské popravy vůdců chodského povstání, slavená 2. ledna 1895. Obsažné libreto Kovařovic zhudebnil rychle na konci roku 1896 a začátkem roku 1897 tak, aby stihl uzávěrku významné soutěže družstva Národního divadla o novou operu, která byla 30. dubna 1897.
Opera byla Národním divadlem přijata k provedení a 24. dubna následujícího roku měla premiéru. Výprava byla důsledně folklorní, za vzory oděvů byly vzaty skutečné chodské kroje uchovávané v domažlickém muzeu a nad výrobou kostýmů bděl prf. F. J. Hruška. Vyvolala nadšený ohlas u publika, které bylo strženo její melodičností i vlasteneckým patosem; podle Ottova slovníku naučného byl její úspěch „při české vážné opeře od Smetanových »Braniborů« v té intensitě neobvyklý“. Nakonec i porota přiznala Psohlavcům cenu 1500 zlatých za vážnou operu, a dala jí tak přednost před konkurenčními díly, favorizovanou Fibichovou Šárkou a Foersterovou Evou, mezi něž nakonec rozdělila napůl druhou cenu 1500 zlatých, původně zamýšlenou pro komickou operu.
Jak však píše Hubert Doležil, „po stránce umělecké nebyl však tento výsledek […] tak zcela nesporný“, a zejména Fibicha značně hnětl. Nicméně kritika Národních listů vyjadřuje převládající dobový názor, když tvrdí, že právě Psohlavci Kovařovic „vstoupil do předních řad našich hudebních dramatiků“, a například Tomáš Garrigue Masaryk jej v České otázce uvádí jako hlavního reprezentanta nových směrů v české hudbě, přičemž skladatele jako Fibicha, Foerstera nebo Janáčka pomíjí. Brněnská Hlídka oznamuje, že „Psohlavci" od Smetanových oper mají se za nejpozoruhodnější dílo české skladby operní. Leoš Janáček v témže časopise publikoval obsáhlý rozbor Psohlavců i s notovými ukázkami; chválí „lahodu a formální vyspělost nápěvů“, vytýká však Kovařovicovi schematičnost a předvídatelnost hudebních postupů, zacházení s lidovými melodiemi i nepůvodnost: „Všechen tento půvab nápěvný není však originelním. Nebylo by nám na čest, spíše na potupu, když by práce našich skladatelů byly jen pěnivým, i když všemi barvami hrajícím šumem cizích proudů.“ Ač byly Janáčkovy výhrady mírnější v porovnání s dřívější zdrcující kritikou Kovařovicových Ženichů, potvrzovaly napjatý vztah obou autorů, který se pak projevil dlouhodobým odmítáním Její pastorkyně Kovařovicem v době, kdy byl šéfem opery Národního divadla. Zcela negativně pak komentuje operu Fibichův a Foersterův příznivec, vlivný muzikolog Zdeněk Nejedlý v knize Česká moderní zpěvohra po Smetanovi (1911): podle něj „přicházejí pozdě nejenom kulturně, nýbrž i zcela umělecky“, a postrádá psychologickou pravdivost.
K popularitě opery přispěla látka obecenstvu známá z románové podoby i použití českých lidových písní. Vliv však byl oboustranný: také popularita Jiráskovy novely, i ve srovnání s jeho jinými díly, byla operou značně podpořena a lidová píseň Zelení hájové, otevírající operu, se teprve tím stala všeobecně známou, dokonce symbolem chodského kraje a Jiráskovou oblíbenou písní.
Pro Kovařovice byl triumf této opery hlavním faktorem, který přispěl k jeho povolání na místo šéfa opery Národního divadla v roce 1900, po výměně správního družstva. Toto místo pak Kovařovic zastával 20 let, až do své smrti.

## Inscenační historie
Kovařovicova opera si záhy získala velkou popularitu a stala se jednou z nejhranějších českých oper, slovy Ottova slovníku naučného přímo „kasovní operou“. Podle muzikologa Johna Tyrrella je to „důkazem, že padouchové bez srdce, vzdorní lidoví hrdinové, truchlící ženy a živé, byť neautentické lidové scény tvořily v rukách zručného technika stále mocnou směs a že sentimentální české národovectví bylo dosud plně naživu“. V pražském Národním divadle byla od premiéry hrána trvale, v několika obnovených inscenacích, až září 1939; již 8. října 1910 se hrála 100. repríza a v roce 1937 dosáhli Psohlavci 250 představení. Rovněž obě ostatní česká divadla je uvedla brzy poté: Národní divadlo v Brně poprvé 26. ledna 1899, Městské divadlo v Plzni roku 1902, téhož roku je uvedlo i slovinské divadlo v Lublani. Když po vzniku Československa zahájila provoz další česká operní divadla (Olomouc, Moravská Ostrava), patřili Psohlavci opět k jedněm z prvních nastudovaných děl. Také Slovenské národní divadlo, jež zahájili provoz 1. března 1920, uvedlo Psohlavce již 19. března 1920 a znovu je nastudovalo v roce 1928 a v únoru 1939.
Po druhé světové válce počet představení klesal. Komunistickému režimu sice vyhovovala třídní a nacionální tematika opery, avšak lpělo na ní stigma odsudku kulturního ideologa režimu Zdeňka Nejedlého. Nové profesionální inscenace uvedla divadla v Plzni (1945, 1950, 1962), Ostravě (1946, 1951), Brně (1946, 1951, 1968), Opavě (1947, 1967, 1987), Ústí nad Labem (1949, 1962), Liberci (1952, 1971), Bratislavě (1953), Košicích (1957) a Českých Budějovicích (1959, 1986). V pražském Národním divadle byli Psohlavci hráni v letech 1946–48, 1951–52, 1955–56, 1962–67; poslední inscenace se hrála v budově Smetanova divadla od roku 1985 a zde se také 26. března 1988 objevili na scéně zatím naposledy.
Mezi nejvýraznější představitele titulní role patřili Karel Burian a Beno Blachut.
V zahraničí Psohlavce uvedla Sokol Opera Group ve Washingtonu (1963-1983).

## Charakteristika opery
Jedním z důvodů úspěchu opery byla Šípkova zdařilá adaptace Jiráskovy novely do podoby operního textu. Podařilo se mu adekvátně vystihnout jak atmosféru díla, tak charakteristiku postav. Dobové náladě ve společnosti vyhovělo tím, jak Chody – podle Palackého a Riegrovy historicko-politické koncepce – vykreslilo jako reprezentanty českého národa a zdůraznilo v národních dějinách rysy hrdinství a trpitelství. Podle Huberta Doležila jde o „libreto nesporně zdařilé a ve vývoji české operní libretistiky nemálo významné“. V českém kontextu jde o významný příklad tzv. „románové opery“ nebo „literární opery“ 19. století, tj. opery, jejíž látka je převzata z úspěšného literárního díla.
Romantickému patriotismu libreta odpovídá i hudba. Je pozdně romantická, vycházející z tradice Smetany i Dvořáka, převládá volný lyrický proud přecházející v ariosa a místy přerušovaný uzavřenými čísly (písně, sbory). Vyskytují se výrazné příznačné motivy jednotlivých postav i idejí – například majestátní motiv chodských pergamenů – a to spíše ve tvaru větších hudebních ploch než jako krátké příznačné motivy wagnerovské. Jako modernější rys se v hudbě však vyskytují prvky verismu.
Národního charakteru hudby Kovařovic dosahuje různými způsoby: vedle využité autentické lidové melodie (píseň Zelení hájové) využívá pozdně romanticky, národopisně stylizované lidové písně a tance, přirozeným originálním způsobem rovněž využívá napodobení dud. Nejoceňovanějším místem opery byla od počátku právě rozsáhlá folklórně laděná scéna chodských masopustních slavností „voraček“ v prvním dějství. Avšak ani francouzský ráz hudby, zjevný v Kovařovicových dřívějších jevištních dílech, zcela nemizí a je naopak využit k charakterizaci aristokratického prostředí, např. píseň Kateřiny z Lobkovic nebo menuet z posledního obrazu, které jsou stylizací hudby z doby Ludvíka XIV.
Jak libretu, tak zejména hudbě však jsou činěny výtky přílišného lyrismu či dokonce sentimentalismu, zejména ve scénách Kozinova loučení s rodinou nebo jeho vzpomínky na otce nebo stesku po domově, což oslabuje dramatičnost příběhu i zamýšlené hrdinské vyznění hlavní postavy – z hlediska pozdější komunistické kritiky tím příběh ztrácel „revoluční charakter“.
Celkově lze Psohlavce díky přístupné hudbě charakterizovat jako typickou lidovou operu.

## Osoby a první obsazení
| osoba | hlasový obor | premiéra (24. 4. 1898) |
| --- | ------------ | ---------------------- |
| Jan Sladký-Kozina, sedlák z Oujezda                                                                         | tenor        | Bohumil Pták           |
| Hančí, jeho žena                                                                                            | soprán       | Karla Fabiánová        |
| Stará Kozinová, jeho matka                                                                                  | alt          | Marie Klánová          |
| Kryštof Hrubý, rychtář z Draženova, jeho strýc                                                              | bas          | Josef Žižka            |
| Jiří Syka, rychtář z Oujezda                                                                                | bas          | Bedřich Bohuslav       |
| Matěj Přibek, sedlák z Oujezda                                                                              | bas          | Václav Kliment         |
| Adam Ecl, zvaný Čtverák, z Klenče                                                                           | tenor        | Adolf Krössing         |
| Jakub Brychta, rychtář z Postřekova                                                                         | baryton      | František Šír          |
| Jiří Peč, rychtář z Chodova                                                                                 | baryton      | Karel Kindl            |
| Němec, rychtář z Klenče                                                                                     | tenor        | Hynek Švejda           |
| Jiskra Řehůřek, dudák                                                                                       | baryton      | Václav Viktorin        |
| Dorla, jeho žena                                                                                            | soprán       | Johana Weisová         |
| Maxmilian Laminger z Albenreuthu, zvaný na Chodsku Lomikar, hejtman kraje plzeňského, pán na zboží chodském | baryton      | Bohumil Benoni         |
| Kateřina, rozená z Lobkovic, jeho choť                                                                      | mezzosoprán  | Anna Kettnerová        |
| Václav hrabě ze Šternberka, president appelačního soudu                                                     | bas          | František Hynek        |
| Koš, Lamingerův správce                                                                                     | bas          | Robert Polák           |
| Soudní sluha                                                                                                | baryton      | Karel Pulc             |
| Sluha Lamingerův                                                                                            | tenor        | Vítězslav Bartoš       |
| Žalářník | bas          | Josef Holub            |
| Dvě děti Kozinovy, Chodové, vojáci, panští drábové, přísedící apelačního soudu, hosté Lamingerovi           |              |                        |
| Dirigent: Adolf Čech, režie: Adolf Krössing, výprava Robert Holzer, choreografie Augustin Berger            |              |                        |

## Děj opery

### 1. dějství
(Část chodské vsi Oujezda s pohledem do nádvoří Kozinova statku) Ze vsi se ozývá dívčí zpěv (Zelení hájové). Na dvoře svého statku stojí Jan Sladký Kozina. Dává se s ním do řeči jeho přítel, dudák Jiskra. Kozina se mu svěřuje se svým trápením: po vsi si o něm vyprávějí, že je zbabělec a zapomněl na hrdost svých předků. Ani jeho matka mu nevěří. Byl v noci svědkem toho, jak dva chodští předáci ukryli u staré Kozinové na výměnku truhlu s chodskými privilegii, kterou po vsích hledá nová vrchnost, pan Maxmilian Laminger z Albenreuthu zvaný na Chodsku „Lomikar“. Kozinu však do věci nezasvětili, na radu jeho matky, jež se domnívá, že láska k ženě a dětem příliš ovládá Kozinovo srdce. Ten však zatím plane pro chodskou věc stejně jako ostatní (zpěv Vždyť i ve mně tužba pomsty zrála). Jiskra příteli vypráví, že dnes na masopustních slavnostech – voračkách – budou pochovávat panské důtky a zpívat a zpívat proti vrchnosti. Kozina jej varuje před zbytečným provokováním, ale marně.
Objevuje se stará Kozinová. S pohrdáním se vyjadřuje o své snaše Hančí a vnoučatech, protože k nim vlídně hovořila zámecká paní; však syn sám z nich dělá panské slouhy. Hančí s dětmi se vracejí a dudák odchází na slavnost. Hančí na ni nechce manžela pustit, protože i ona ví o chystaném pozdvižení, ale Kozina ji nevrle odbývá a vyčítá jí, že vychovává děti k poddanství. Žena jej naopak obviňuje z toho, že k nim ochladl. Kozina se hájí a vášnivě vyznává, že žije jen pro ně, za což zase sklidí posměšky od své matky.
Celá vesnice se sešla k voračkám, při nichž maškary pohřbívají symboly panské moci a odzvánějí robotě a daním (tanec a sbor Masopuste, masopuste, do kola mne holky pusťte… Červený šátečku, toč se kolem). Jeden ze sedláků, Adam Ecl, zívá posměšnou písničku a ostatní se k němu přidávají (Ecl a sbor Silencium! Jářku, milí sousedi… Karabáč do jámy hoďme prokletý).
Tu se šíří zpráva, že se blíží Laminger s vojáky. Horkokrevný selský vůdce Matěj Přibek vyzývá ke konfrontaci, Kozina ale lid upokojuje, dokud se nedozvědí, co jim pán chce. Vystoupí Lamingerův správce Koš: připomíná, že všechny poddanské majestáty byly po posledním selském povstání zrušeny, a vyzývá Chody, aby své listiny – o nichž ví, že jsou chovány někde v Oujezdě – vydali vrchnosti. Kozina jménem Chodů odmítá: jejich stará práva stále platí. Na Kozinova slova reaguje prudce sám Laminger a dává Kozinu i Přibka odvést do šatlavy. Jeho vojáci mezitím našli skrýš a přinášejí truhlu s pergameny, Jen dva nejcennější se staré Kozinové podařilo zachránit na synovo znamení.

### 2. dějství
(1. obraz – Síň na zámku trhanovském) Lamingerova choť, paní Kaeřina rozená z Lobkovic, hraje na cembalo a zpívá francouzskou galantní píseň (Belle cruelle, je sens votre cœur durcir). Laminger přináší ukořistěné pergameny, po kterých dlouho pátral, a těší se, že je zničí – lépe ale před zraky samotných chodských předáků (monolog Lamingera Vás v ruce má, po nichž jsem dávno toužil). Kateřina se mírně zastává sedláků: proč jim brát listiny, jež stejně dávno neplatí, když na nich tolik lpějí? Ale Laminger je chce vidět zničené, neboť sama jejich existence podporuje selskou vzpurnost. Navíc nyní jsou poměry příznivé šlechtě, kdo však ví, zda by jim v budoucnosti nebyla přikládána větší váha. Manželku, která jej nabádá k mírnosti, kárá za přílišnou důvěřivost k selským šelmám, a nechává předvést skupinu rychtářů ze svého panství i s vězni Přibkem a Kozinou. Před nimi ničí listiny a vyzývá je, aby uznali marnost svého odporu. Psí hlava na jejich praporu nechť již není znakem ochránců zemských hranic, ale symbolem věrnosti pánům.
Správce však přináší Lamingerovi listinu, kterou právě přinesl posel z Prahy. Na základě stížností poddaných byla věc chodských privilegií předložena královskému apelačnímu soudu, před nějž jsou chodští předáci předvoláni. Zatímco Laminger je mrzutý z nových průtahů, Chodové jásají a věří, že jejich práva žijí dále.
(2. obraz – Scéna jako v 1. jednání) V Oujezdě se připravuje odchod chodského poselstva do Prahy. I Jiskra chce jet s ním, ale Kozina jej prosí, aby zůstal doma a dohlédl na jeho rodinu. Měl totiž v noci prorocký sen, v němž se mu zjevil jeho otec a prorokoval krvavý konec sporu. K radosti své ženy Dorly se Jiskra nechá přemluvit. S Kozinou se loučí Hančí, jež se o muže bojí, i stará Kozinová, jež mu naopak dodává srdnatosti (sextet Má Hančí zlatá, jen se upokoj). Celá ves vyprovází poselstvo zpěvem a tancem (scéna loučení Hrajte, muzikáři, ať ten smutek v tváři). Jen Přibek je mrzutý, v úspěch pře před panským soudem nevěří a dal by přednost přímému odporu. Jen zdráhavě dá Kozinovi slovo, že až do návratu poselstva nebude podněcovat nepokoje. Ostatní doufají v návrat svobody (sbor Však z té krve otců, která tekla).

### 3. dějství
(1. obraz – Síň apelačního soudu na hradě pražském) Předseda soudu, hrabě Václav ze Šternberka, zahajuje líčení. Namísto prostoru pro uplatnění svých práv se však Chodům ihned dostane výstrahy a poučení, aby byli poslušni svého pána (zpěv prezidenta Žaloba těžká proti vám svědčí). Soud protestujícímu poselstvu odebere i poslední dva pergameny a zničí je; Chodům pak radí neoddávat se minulosti a spokojit se se stavem věcí a s tím, že odcházejí bez trestu za svou opovážlivost.
Tu ale chvatně vstupuje Laminger a sděluje soudu, že na Chodsku vypuklo povstání. Jeho lidé totiž hledali po chalupách zbylé majestáty a přitom byli napadeni a ztýráni sedláky. Prezident soudu přítomným chodským předákům nakazuje, aby pod zárukou vlastní hlavy rebelii upokojili; navíc musí na místě odpřisáhnout, že se na vždy zříkají svých domnělých práv. Když Chodové odmítají, označuje Laminger za hlavního podněcovače vzdoru a nepokojů Kozinu. Hrabě ze Šternberka předává obžalovaného hrdelnímu soudu. Chodové prosí za jeho propuštění, ale Kozina ví, že tyto prosby jsou marné, a je odhodlán neustoupit.
(2. obraz – Vězeňská jizba v plzeňské radnici) Kozina leží na lavici a ve snu vidí výsledky povstání: pláň posetou mrtvolami odbojných Chodů, mezi nimi jejich vůdce Přibka. Vcházejícímu Jiskrovi se svěřuje, jak jej trápí, že nemohl padnout v boji za právo jako oni (živý obraz Kozinova snu a jeho zpěv Já zřel je, Jiskro, ve snách jsem je zřel). Svou ženu, děti a matku svěřuje do péče Boží a Jiskrovy. Dudák odsouzenci vypráví, jaký smutek padl na Chodsko, a oznamuje mi, že Laminger dal přivézt do Plzně i jeho rodinu, aby přihlížela popravě.
Žalářník přivádí Hančí, starou Kozinovou i děti. Kozina se s nimi dojatě loučí (scéna loučení Teď jsem zas doma, pod naší střechou). Přichází i Laminger, aby vychutnal svůj triumf. Kozina však i poslední nabídku milosti výměnou za pokoření hrdě odmítá; naopak při samém odchodu na popraviště volá „Lomikara“ do roka, do dne na boží soud.
(3. obraz – Síň na trhanovském zámku) Na výročí Kozinovy popravy pořádá Laminger slavnost. Hosté u něj tancují menuet (sbor Aj, ta mláď, únavy nezná). Laminger pro pobavení předvádí i chodské muzikanty s houslemi, píšťalami a dudami a vysmívá se přitom někdejší opovážlivosti podmaněných Chodů i Kozinovu proroctví. Když ale zpupně připíjí na to, že jej odsouzencova věštba minula, zjeví se mu Kozinův duch a Laminger se skácí mrtev k zemi.

## Nahrávky
Existují dvě celkové nahrávky Psohlavců s velmi podobným obsazením, obě pořízené pražským rozhlasem.
- 1948 Zpívají (Kozina) Beno Blachut, (Hančí) Drahomíra Tikalová, (stará Kozinová) Marta Krásová, (Hrubý) Ladislav Švarc, (Syka) Jan Soumar, (Přibek) Josef Celerin, (Ecl) Oldřich Kovář, (Brychta) František Voborský, (Peč) Bohuš Holubář, (Němec) Karel Zavřel, (Jiskra) Václav Bednář, (Dorla) Štefa Petrová, (Laminger) Zdeněk Otava, (Kateřina) Milada Jirásková, (prezident) Jaroslav Veverka, (Koš) Bořek Rujan, (soudní sluha) Rudolf Kreisinger. Pěvecký sbor Čs. rozhlasu v Praze řídí Jiří Pinkas st., Pražský rozhlasový orchestr řídí František Dyk.[28]

- 1961, vydána na LP a na CD (1998 Supraphon, SU 3357-2 603). Zpívají (Kozina) Beno Blachut, (Hančí) Drahomíra Tikalová, (stará Kozinová) Marta Krásová, (Hrubý) Pavel Haderer, (Syka) Ladislav Černý, (Přibek) Eduard Haken, (Ecl) Antonín Votava, (Brychta) Antonín Daněk, (Peč) Otakar Picka, (Němec) Karel Bartoš, (Jiskra) Václav Bednář, (Dorla) Helena Tattermuschová, (Laminger) Zdeněk Otava, (Kateřina) Ivana Mixová, (prezident) Karel Kalaš, (Koš) Jaroslav Horáček, (soudní sluha) Vilém Veselý. Pěvecký sbor Čs. rozhlasu v Praze řídí Milan Malý, Pražský rozhlasový orchestr řídí František Dyk.[29]